# Le Chevalier du monde perdu
Pour plus de détails, voir Fiche technique et Distribution.
Le Chevalier du monde perdu (I predatori dell'anno Omega) est un film de science-fiction post-apocalyptique américano-italien réalisé par David Worth et sorti en 1984.

## Synopsis
Plusieurs décennies après la dévastation causée par les guerres nucléaires, le despote maléfique Prossor, avec l'aide d'une milice de soldats connue sous le nom d'Omega, a pris le pouvoir sur ce qui reste du monde civilisé en asservissant sa population par un lavage de cerveau. S'opposent à lui un groupe de valeureux réunis au sein de New Way, qui mènent une guérilla féroce contre les Omega avec l'aide de quelques anciens connus sous le nom d'Illuminati. Un Chevalier anonyme arrive aussi par hasard pour participer à la lutte. Il arrive à la forteresse de New Way après avoir affronté d'abord les Omégas sur sa moto, équipée de superordinateurs et d'armements divers, puis des groupes de vagabonds et de mercenaires dans une zone au-delà du territoire régi par Prossor.
Le Chevalier, bien que malgré lui, s'associe à Nastasia pour libérer le père de cette dernière, leader de New Way et infiltré dans la capitale Oméga. Ils parviennent à le libérer, mais à quelques pas de l'issue de secours de l'hélicoptère, Nastasia est elle-même capturée. Puis le professeur McWayne et le Chevalier parviennent à s'allier avec les bandes qui vivent au-delà du territoire d'Omega (karatékas, soldats, amazones, punks, déserteurs) et mettent en place une colonne armée pour lancer un assaut sur la forteresse de Prossor, qui a entre-temps fait subir un lavage de cerveau à Nastasia.
En cours de route, la bande de New Way vainc les soldats Oméga, tandis que quelques volontaires qui se sont infiltrés dans la capitale se frayent un chemin à leur tour et réussissent à attaquer le générateur principal. Prossor tente d'éliminer le Chevalier et McWayne en demandant à Nastasia de les frapper, mais la ruse se retourne contre lui et le clone robotique qui l'avait remplacé est détruit. Alors que New Way célèbre la victoire, le vrai Prossor s'échappe secrètement avec l'aide d'un traître, jurant de se venger des « animaux » qui l'ont renversé. Le Chevalier, après un dernier baiser échangé avec Nastasia, s'en va sur sa moto vers on ne sait où. 

## Fiche technique
- Titre français : Le Chevalier du monde perdu[1]
- Titre original italien : I predatori dell'anno Omega ou Il giustiziere della terra perduta[2]
- Titre américain : Warrior of the Lost World ou Mad Rider
- Réalisateur : David Worth
- Scénario : David Worth
- Photographie : Giancarlo Ferrando (it)
- Montage : Cesare D'Amico
- Musique : Daniele Patucchi (it)
- Effets spéciaux : Paolo Ricci, Otello Fava (it)
- Décors : Antonello Geleng, Giacomo Calò Carducci
- Costumes : Fabrizio Caracciolo, Maurizio Paiola
- Maquillage : Stefano Fava
- Production : Roberto Bessi, Frank Hildebrand, Eduard Sarlui
- Société de production : A.D.I. Inc., Continental Motion Pictures, Royal Film
- Pays de production :  Italie -  États-Unis
- Langue originale : anglais américain
- Format : Couleurs par Eastman Kodak - 1,85:1 - Son mono - 35 mm
- Durée : 118 minutes
- Genre : Science-fiction, action et thriller
- Dates de sortie :
  - Allemagne de l'Ouest : 27 avril 1984
  - France : 18 juillet 1984
  - États-Unis : septembre 1985
  - Italie : 1986 (directement en vidéo)

## Distribution
- Robert Ginty : Le Chevalier
- Persis Khambatta : Nastasia
- Donald Pleasence : Prossor
- Fred Williamson : un homme de main
- Harrison Muller Sr. : McWayne
- Philip Dallas : Un ancien
- Laura Nucci : Une ancienne
- Vinicio Ricchi (sous le nom de « Vinicio Recchi ») : Un ancien
- Geretta Geretta (en) (sous le nom de « Janna Ryan ») : Une amazone
- Consuelo Marcaccini : Une amazone

## Production
Le film a été tourné avec un budget de seulement 500 000 dollars américains. Worth a été appelé à la dernière minute pour réaliser le film. Sur le plateau, il y a eu des disputes avec les autres membres de l'équipe et Fred Williamson, l'un des acteurs, a fini par réaliser les scènes dans lesquelles il apparaissait. Sur certains sites Internet et dictionnaires de cinéma, la réalisation est attribuée par erreur à Ivana Massetti.
Produit en 1983, il n'a été presque jamais projeté dans les salles de cinéma italiennes, mais a été distribué sur le marché international à partir de l'année suivante. En Italie, il est sorti directement en vidéo en 1986. 

## Accueil critique
D'après Fantafilm, « Robert Ginty [...] tente d'imiter les exploits de Mad Max, mais le film manque de tension dramatique et n'est pour l'essentiel qu'un condensé de scènes d'action dans lesquelles les cascades des cascadeurs sont meilleures que les effets spéciaux. Impliqués dans une histoire très prévisible, Donald Pleasence [...] dans une parodie fatiguée de lui-même [...] et Persis Khambatta [...] ne parviennent pas à élever le niveau de jeu, se perdant parmi les figurants anonymes et les féroces soldats vêtus de noir ».
Selon Nanarland, « Le Chevalier du monde perdu fait partie des grosses pointures de la catégorie des nanars post-apocalyptiques au même titre qu'un Rush ou qu'un Les Nouveaux Barbares ».